# Campionato italiano di beach soccer femminile
Il campionato italiano di Beach Soccer femminile è una competizione sportiva italiana riservata alle squadre di calcio da spiaggia femminili e gestita dalla LND - Dipartimento Beach Soccer.
La Serie A, nota anche come Serie A Puntocuore per ragioni di sponsorizzazione, prevede un'unica tappa con tre partite per ognuna delle concorrenti. Alla finale scudetto partecipano le prime 2 squadre del raggruppamento. Le 2 migliori seconde si sfidano nella finale per il terzo posto.
Nella stagione 2019 hanno partecipato 5 squadre, mentre nell'edizione 2021 svoltasi a San Benedetto del Tronto hanno partecipato 6 squadre e a vincere la competizione è stata per la seconda volta consecutiva, dopo l'edizione 2019, (nel 2020 è stato sospeso causa pandemia) la squadra di casa, la Sambenedettese.
L'edizione 2022 ha visto anche al via la prima edizione al femminile della Coppa Italia, che si è svolta a Cirò Marina dal 7 al 10 luglio e la tappa del Campionato giocata a Viareggio dal 27 al 31 luglio. A vincere quest'ultima edizione, sono state le giocatrici del Futsal Basic Academy.
La squadra più titolata d'Italia è il Lady Terracina, vincitrice di 5 campionati.

## Albo d’oro
| Edizione | Vincitore (volta)        | Risultato           | Finalista                 | Data           | Sede                     | Note  |
| -------- | ------------------------ | ------------------- | ------------------------- | -------------- | ------------------------ | ----- |
| 2007     | Chiasiellis (1)          | 4-3 4-2             | Sarzanese — Salernitana   | 12 agosto 2007 | Terracina                | [ 2 ] |
| 2010     | Firenze (1)              | 2-1                 | Pro Reggina               | 12 agosto 2010 | Ostia                    | [ 3 ] |
| 2013     | Mestre (1)               | 4-1                 | Res Roma                  | 1º agosto 2013 | San Benedetto del Tronto |       |
| 2014     | Catanzaro (1)            | 3-1                 | Salernitana Magna Graecia | 27 luglio 2014 | Montalto di Castro       | [ 4 ] |
| 2015     | Lady Terracina (1)       | 5-3                 | Catanzaro                 | 26 luglio 2015 | Catanzaro                | [ 5 ] |
| 2016     | Lady Terracina (2)       | 4-3                 | Catania                   | 9 agosto 2016  | Riccione                 | [ 6 ] |
| 2017     | Lady Terracina (3)       | 6-1                 | Canalicchio CT            | 6 agosto 2017  | San Benedetto del Tronto | [ 7 ] |
| 2018     | Lady Terracina (4)       | 2-0                 | Lokrians                  | 22 luglio 2018 | Bellaria-Igea Marina     | [ 8 ] |
| 2019     | Sambenedettese (1)       | 3-1                 | Lady Terracina            | 4 agosto 2019  | Giugliano in Campania    |       |
| 2021     | Sambenedettese (2)       | 2-1                 | B Point Napoli            | 25 luglio 2021 | San Benedetto del Tronto |       |
| 2022     | Futsal Basic Academy (1) | 2-1 (dts)           | Pavia C5                  | 31 luglio 2022 | Viareggio                |       |
| 2023     | Lady Terracina (5)       | 3-3 (dts) (4-2 dtr) | Cagliari                  | 30 luglio 2023 | Viareggio                |       |
| 2024     | Cagliari (1)             | 5-5 (dts) (4-3 dtr) | Lady Terracina            | 4 agosto 2024  | San Benedetto del Tronto | [ 9 ] |

### Titoli per squadra
| Squadra                   | Vittorie | Anni vittorie                | Secondi posti | Anni secondi posti |
| ------------------------- | -------- | ---------------------------- | ------------- | ------------------ |
| Lady Terracina            | 5        | 2015, 2016, 2017, 2018, 2023 | 2             | 2019, 2024         |
| Sambenedettese            | 2        | 2019, 2021                   | -             | -                  |
| Chiasiellis               | 1        | 2007                         | -             | -                  |
| Firenze                   | 1        | 2010                         | -             | -                  |
| Mestre                    | 1        | 2013                         | -             | -                  |
| Catanzaro                 | 1        | 2014                         | 1             | 2015               |
| Futsal Basic Academy      | 1        | 2022                         | -             | -                  |
| Cagliari                  | 1        | 2024                         | 1             | 2023               |
| Sarzanese                 | -        | -                            | 1             | 2007               |
| Salernitana               | -        | -                            | 1             | 2007               |
| Pro Reggina               | -        | -                            | 1             | 2010               |
| Res Roma                  | -        | -                            | 1             | 2013               |
| Salernitana Magna Graecia | -        | -                            | 1             | 2014               |
| Catanzaro                 | -        | -                            | 1             | 2015               |
| Catania                   | -        | -                            | 1             | 2016               |
| Canalicchio CT            | -        | -                            | 1             | 2017               |
| Lokrians                  | -        | -                            | 1             | 2018               |
| B Point Napoli            | -        | -                            | 1             | 2021               |
| Pavia C5                  | -        | -                            | 1             | 2022               |